# Gerald E. Sacks
Gerald Enoch Sacks (* 22. März 1933 in Brooklyn; † 4. Oktober 2019 in Falmouth, Maine) war ein US-amerikanischer mathematischer Logiker.
Sacks promovierte 1961 bei John Barkley Rosser an der Cornell University (On Suborderings of Degrees of Recursive Unsolvability). Ab 1962 war er Assistant Professor und danach Associate Professor an der Cornell University. 1961/62 und 1974/75 war er am Institute for Advanced Study. Ab 1967 war er Professor am Massachusetts Institute of Technology (bis 2006 ist er dort Professor Emeritus) und gleichzeitig ab 1972 Professor an der Harvard University. Er war Gastprofessor am Caltech (1983/83) und an der University of Chicago (1988/89).
1966/67 war er Guggenheim Fellow und 1979 Senior Fulbright-Hayes Scholar. 1970 war er Gastredner auf dem Internationalen Mathematikerkongress in Nizza (Recursion in objects of finite type) und 1962 in Stockholm (Recursively enumerable degrees).
Zu seinen Doktoranden zählen Harvey Friedman, Sy Friedman, Leo Harrington, Richard A. Shore, Theodore Slaman, Stephen G. Simpson (Professor an der Pennsylvania State University), Lenore Blum, R. W. Robinson (Professor an der University of Georgia).
Sacks beschäftigte sich besonders mit Rekursionstheorie. Sein Dichtesatz besagt, dass die rekursiv aufzählbaren Turing Grade (auch Degrees of unsolvability genannt) dicht liegen. Nach ihm ist eine Forcing-Methode benannt (Sacks Forcing).

## Schriften
- Degrees of unsolvability. Princeton University Press 1963, 1966.
- Saturated Model Theory. Benjamin, 1972.
- Higher Recursion theory. Springer, 1990.
- Selected Logic Papers. World Scientific, 1999.
- Mathematical Logic in the 20th Century. World Scientific, 2003.